# Nikos Kourkoulos
Nikos Kourkoulos (griechisch Νίκος Κούρκουλος, * 5. Dezember 1934 in Athen; † 30. Januar 2007 ebenda) war ein griechischer Theater- und Filmdarsteller. In den 1990er Jahren war er zudem Intendant des griechischen Nationaltheaters in Athen.

## Leben und Werk
Kourkoulos wurde in Athen geboren und wuchs im Vorort Zografou auf. In seiner Jugend war er ein begeisterter Fußballer, der Mitglied einer Jugendmannschaft von Panathinaikos Athen wurde. Dennoch entschied er sich für eine künstlerische Laufbahn und wurde eher zufällig mit dem Schauspiel konfrontiert. Als begeisterter Leser verschlang er vor allem Bücher über das Theater, die in ihm so die Leidenschaft für das Drama weckten.
Nach seinem Schauspielstudium an der Schauspielschule des nationalen griechischen Theaters in Athen, debütierte er 1958 in dem Stück Die Kameliendame nach Alexandre Dumas, wo er an der Seite von Elli Lambeti und Dimitris Horn spielte. Er war einer der Gründer der renommierten Musikgruppe Proskinio. 1967 trat Kourkoulos auch in den Vereinigten Staaten am Broadway in dem Stück Illya Darling zusammen mit Melina Mercouri auf, für dessen Darbietung er mit einem Tony Award als bester Hauptdarsteller geehrt wurde. In den 1960er und 1970er Jahren entwickelte sich der Darsteller gemeinsam mit Dimitris Papamichail zum gefragtesten griechischen Theaterschauspieler, der die Massen mobilisieren konnte und so für steigende Kartenverkäufe an den Theaterkassen sorgte. Neben klassischen Werken spielte er auch in vergleichbar schwierigen Stücken von Franz Kafka, Arthur Miller und Bertolt Brecht. Seine letzte Bühnenvorstellung hatte er 1991 in der Hauptrolle des Philoktetes von Sophokles. Anschließend wurde er künstlerischer Direktor des griechischen Nationaltheaters.
Seine Filmkarriere ist ebenso erfolgreich gewesen. Kourkoulos spielte in vielen Filmen vom Ende der 1950er Jahre bis zum Anfang der 1980er Jahre die Hauptrolle. Seine bekanntesten Filme sind Melodramen mit einem sozialen Hintergrund, wie Oratotis miden (Ορατότης Μηδέν, 1970) gewesen.
Nikos Kourkoulos starb am 30. Januar 2007 in einem Athener Krankenhaus an einem Krebsleiden im Alter von 72 Jahren.

## Filmografie (Auswahl)
- 1963: Die Töchter der Nacht (Katiforos)
- 1964: Die Lady
- 1966: Blutendes Land (To chóma váftike kókkino)
- 1968: Mord auf der Via Veneto (Roma come Chicago)